# Éjszakai szolgálat (televíziós sorozat, 2016)
Az Éjszakai szolgálat (eredeti cím: The Night Manager) 2016-ban bemutatott brit bűnügyi-thriller televíziós sorozat Susanne Bier rendezésében, Tom Hiddleston és Hugh Laurie főszereplésével. A sorozat John le Carré azonos című regénye alapján készült. Az Egyesült Királyságban 2016. február 22-én mutatta be a BBC One, míg az Amerikai Egyesült Államokban az AMC tűzte műsorra április 19-től.

## Cselekmény
Jonathan Pine (Tom Hiddleston) régebben katona volt, most pedig egy hotelben dolgozik, mint éjszakai főnök. Jelenleg Egyiptom fővárosában egy patinás szállodában tevékenykedik, de a városban harcok dúlnak, ezért igencsak puskaporos a hangulat. De őt ez nem zavarja, csak a munkáját akarja végezni. Azonban megismerkedik egy nővel, akiről kiderül, hogy egy befolyásos emberrel folytat viszonyt, aki a felkelők elleni harc kulcsfigurája. Jonathan a nőtől megtud ezt-azt erről az emberről, például azt, hogy milyen fegyverekkel akar majd leszámolni a felkelőkkel, és hogy ki fogja neki ezeket a fegyvereket szállítani. Jonathan átadja ezeket az információkat a megfelelő embernek, csakhogy ezzel veszélybe sodorja a nőt, akit később emiatt meg is ölnek. Jonathan nehezen viseli, hogy az egyiptomi rendőrség a szőnyeg alá akarja söpörni a gyilkosságot, ezért lelép az országból, és Svájcban vállal munkát egy másik szállodában.
A fegyvereket Richard Roper (Hugh Laurie) akarta becsempészni Egyiptomba, de miután forró lett a talaj a talpa alatt, inkább odébbállt. De továbbra is fegyvereket ad el, és most Svájcba ment, így Jonathan személyesen is találkozik vele. És ismét beleüti az orrát abba, ami nem tartozik rá. Ráadásul a titkosszolgálat is felkeresi őt, ezért az élete nem várt fordulatok felé orientálódik.

## Szereplők
- Tom Hiddleston – Jonathan Pine
- Hugh Laurie – Richard "Dicky" Onslow Roper
- Olivia Colman – Angela Burr
- Tom Hollander – Lance "Corky" Corkoran
- Elizabeth Debicki – Jemima "Jed" Marshall
- Alistair Petrie – Alexander "Sandy" Langbourne
- Natasha Little – Caroline "Caro" Langbourne
- Douglas Hodge – Rex Mayhew
- David Harewood – Joel Steadman
- Tobias Menzies – Geoffrey Dromgoole
- Antonio de la Torre – Juan Apostol
- Adeel Akhtar – Rob Singhal
- Michael Nardone – Frisky
- Hovik Keuchkerian – Tabby